# Olympijská vesnice ve Whistleru

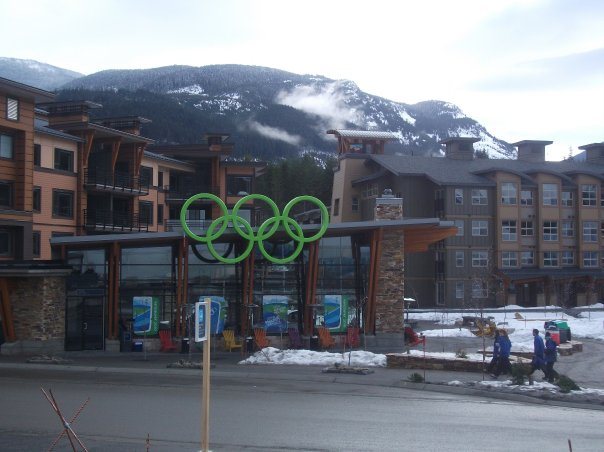
Olympijská vesnice ve Whistleru

Olympijská vesnice ve Whistleru (Whistler Olympic and Paralympic Village - WOPV) se nachází ve městě Whistler v Britské Kolumbii. Byla stejně jako vesnice ve Vancouveru využívána pro účely Zimních olympijských a paralympijských her v roce 2010. Byla menší než vancouverská, její kapacita činila přibližně 2400 lidí, přičemž 450 lůžek bylo speciálně upraveno pro potřeby vozíčkárů. Přípravné práce začaly v roce 2006, samotná výstavba se rozběhla v březnu 2007. Dokončena byla v létě 2009. Náklady na její výstavbu se odhadují na 32 milionů dolarů.